# Joseph Lagrange (General)

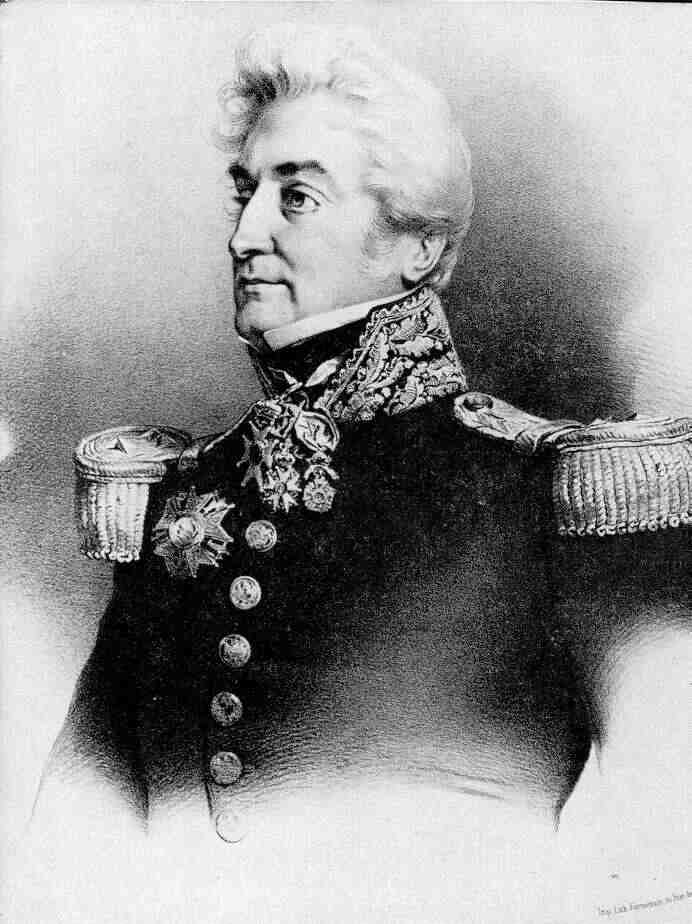
Joseph Lagrange

Joseph Lagrange (* 10. Januar 1763 in Sempesserre; † 16. Januar 1836 in Paris) war ein französischer Général de division.

## Leben
Lagrange war ein Sohn des Bürgers Armand Lagrange und dessen Ehefrau Marianne Baruit. Begeistert von den Idealen der Revolution fungierte Lagrange 1791 als Bürgermeister von Lectoure. Er wurde schon früh ein Parteigänger Napoleons und kämpfte 1796 im Italienfeldzug.
In einigen Schlachten konnte sich Lagrange durch Tapferkeit auszeichnen und wurde auch rasch befördert. An Napoleons ägyptischer Expedition (1798/1801) konnte er bereits im Rang eines Général de brigade teilnehmen. Er war an den Belagerungen von al-Arisch (8./19. Februar 1799) und Akkon (März/Mai 1799) beteiligt und konnte sich in Kämpfen bei den Pyramiden (21. Juli 1798) und bei Heliopolis (20. März 1800) durch Tapferkeit auszeichnen.
Am 6. November 1802 heiratete er in Paris (1. Arrondissement) Marie de Talhouet (1786–1849) und hatte mit ihr vier Töchter und einen Sohn.
1805 leitete General Lagrange ein Expeditionsheer gegen die Briten auf den Antillen (Roseau); Anfang 1806 konnte er wieder nach Frankreich zurückkehren. Später wurde er unter König Jérôme Bonaparte Kriegsminister im Königreich Westphalen.
Unter Befehl von Marschall Jean Lannes kämpfte Lagrange ab 1808 in den Napoleonischen Kriegen in Spanien.
In der Völkerschlacht bei Leipzig kommandierte er die 21. Infanteriedivision im 6. Corps von Marschall Marmont.
Mit Wirkung vom 11. Juni 1832 legte Lagrange alle seine Ämter und Pflichten nieder und zog sich ins Privatleben zurück. Er ließ sich in Paris (1. Arrondissement) nieder, wo er am 16. Januar 1836, sechs Tage nach seinem 73. Geburtstag, starb.

## Ehrungen
- 11. Dezember 1803 Chevalier der Ehrenlegion
- 14. Juni 1804 Grand Officier der Ehrenlegion
- 26. April 1810 Comte de l’Émpire
- 1. Mai 1821 Grand Croix der Ehrenlegion
- 19. November 1831 Pair von Frankreich
- Sein Name findet sich am westlichen Pfeiler (34. Spalte) des Triumphbogens am Place Charles-de-Gaulle (Paris).
- Im Januar 2002 wurde die Polizeikaserne „Géneral Lagrange“ in Auch nach ihm benannt